# سكوت باركر (لاعب هوكي الجليد)
سكوت باركر (بالإنجليزية: Scott Parker)‏ هو لاعب هوكي الجليد أمريكي، ولد في 29 يناير 1978 في هانفورد في الولايات المتحدة.

## وصلات خارجية
- سكوت باركر على موقع دوري الهوكي الوطني (الإنجليزية)
- سكوت باركر على موقع EliteProspects.com (الإنجليزية)
- سكوت باركر على موقع HockeyDB.com (الإنجليزية)
- سكوت باركر على موقع Hockey-Reference.com (الإنجليزية)